# 中洲中島町
中洲中島町（なかすなかしままち）は、福岡県福岡市博多区にある地名。丁目の設定がない単独町名であり、全域で住居表示を施行している。面積は約5.02ヘクタール。2022年11月末現在の人口は434人。郵便番号は810-0802。

## 地理
福岡市博多区の北部、那珂川の河口附近に位置し、那珂川と博多川に挟まれた三角形の形をしており、南は中洲、西は那珂川を挟んで中央区天神と、北東は博多川を挟んで須崎町（すさきまち）と接している。オフィス街・商業地域として発展している。

### 河川
中洲中島町の西側及び東側に次の河川が横断している。
- 那珂川（二級河川）
- 博多川（那珂川の支川、準用河川）

また、博多川には次の河川施設等がある。

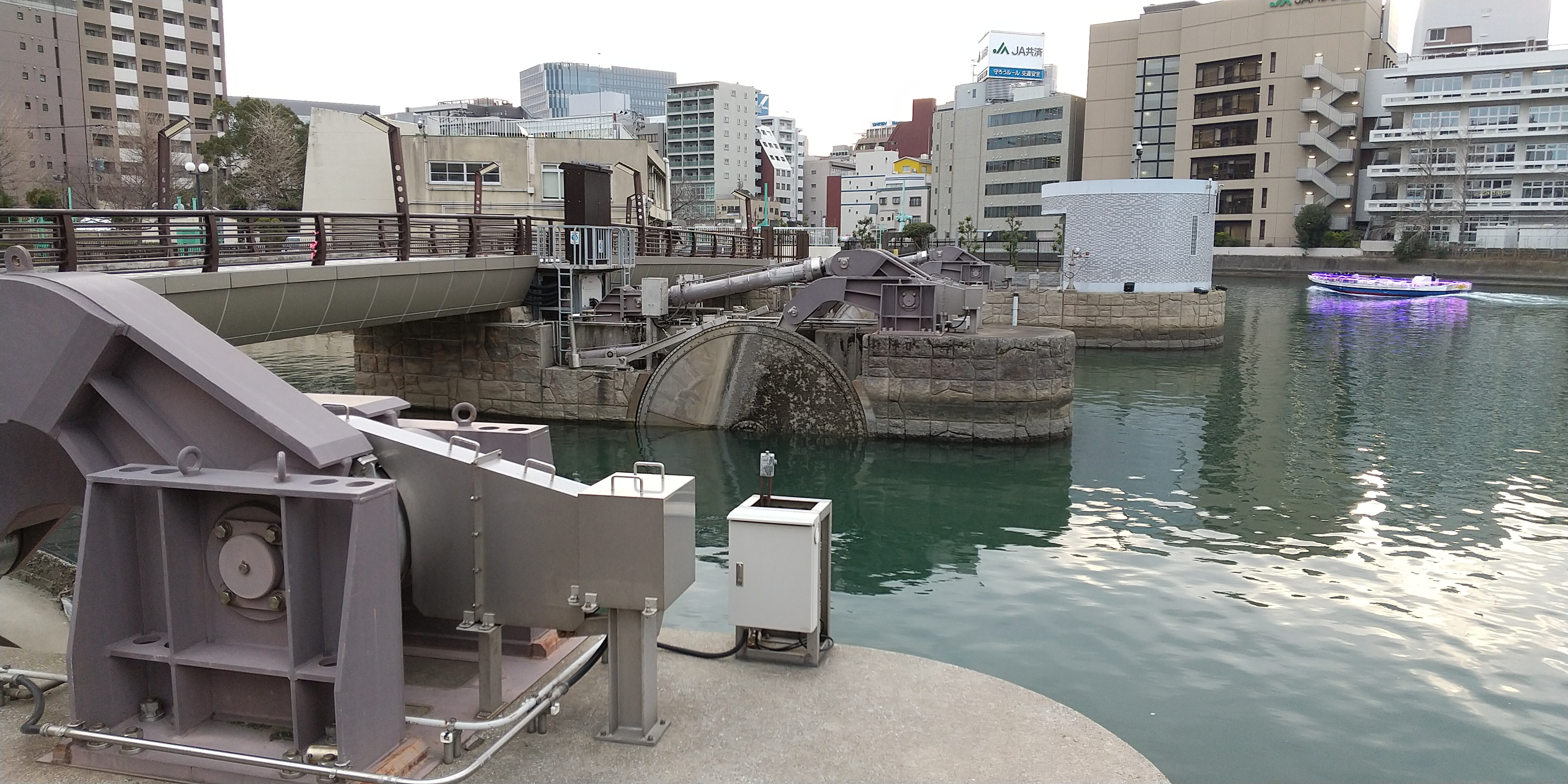
博多川可動井堰、下流側[注釈 1]

- 博多川可動井堰（下流側）

## 歴史

### 町域の変遷
| 住居表示実施後 | 実施年月日         | 住居表示実施前（各大字の一部） |
| -------------- | ------------------ | ------------------------------ |
| 中洲中島町     | 1966年（昭和41年） | 築地町・中島町                 |

## 人口
中洲中島町の人口の推移を福岡市の住民基本台帳（公称町別）に基づき示す（単位：人）。集計時点は各年9月末現在である。
- 2001年（平成13年）：60
- 2002年（平成14年）：58
- 2003年（平成15年）：79
- 2004年（平成16年）：85
- 2005年（平成17年）：120
- 2006年（平成18年）：199
- 2007年（平成19年）：236
- 2008年（平成20年）：322
- 2009年（平成21年）：308
- 2010年（平成22年）：306
- 2011年（平成23年）：323
- 2012年（平成24年）：394
- 2013年（平成25年）：416
- 2014年（平成26年）：426
- 2015年（平成27年）：428
- 2016年（平成28年）：426
- 2017年（平成29年）：450
- 2018年（平成30年）：441
- 2019年（令和元年）：450
- 2020年（令和2年）：442
- 2021年（令和3年）：450
- 2022年（令和4年）：440

## 主な施設

### 公共・公益施設
- 一般財団法人福岡県消防協会（福岡県消防会館内）[注釈 2]
- 築地町ポンプ場（つきじまちぽんぷじょう）[注釈 3]
- 中島公園[注釈 4]

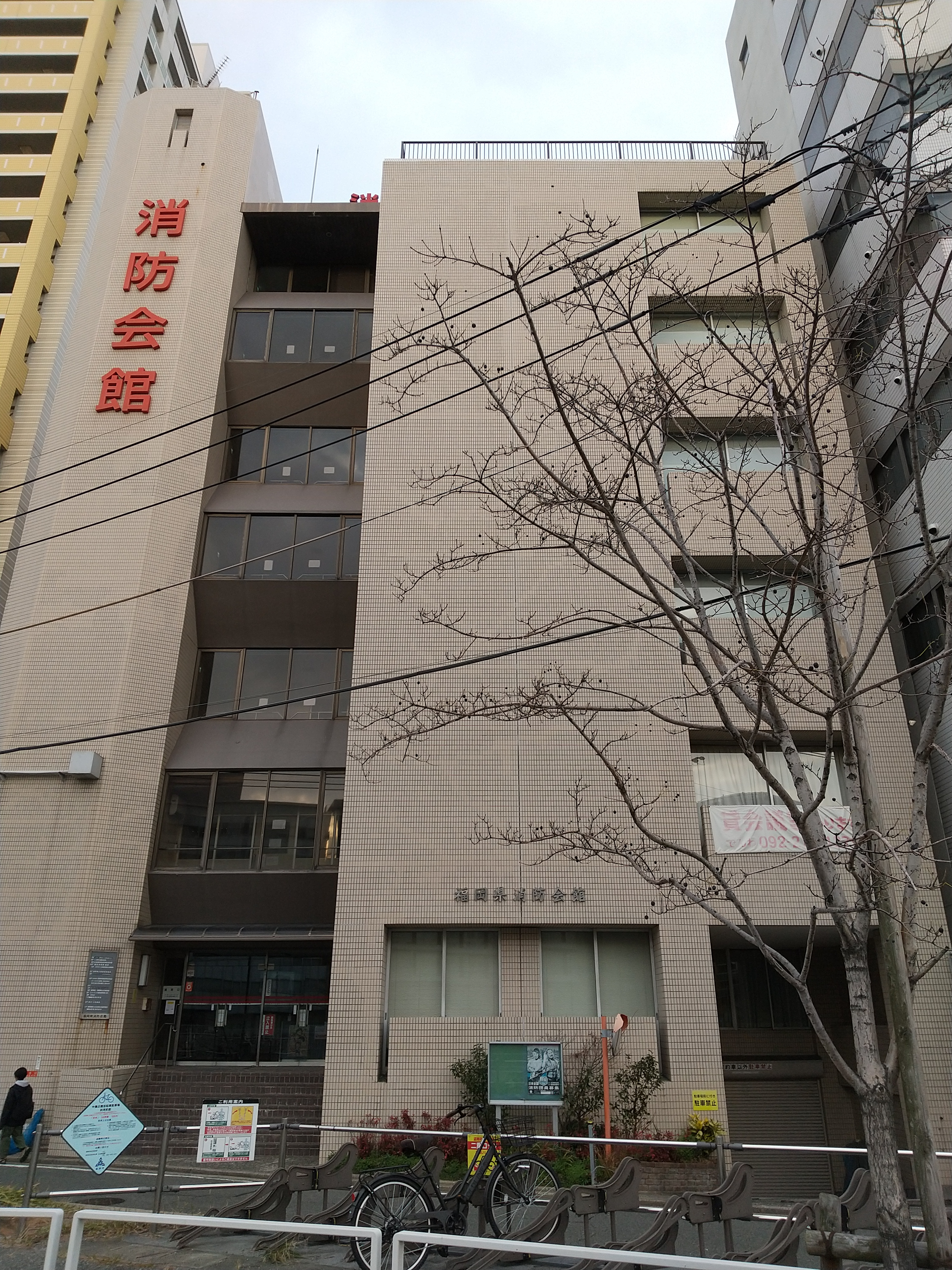
福岡県消防協会
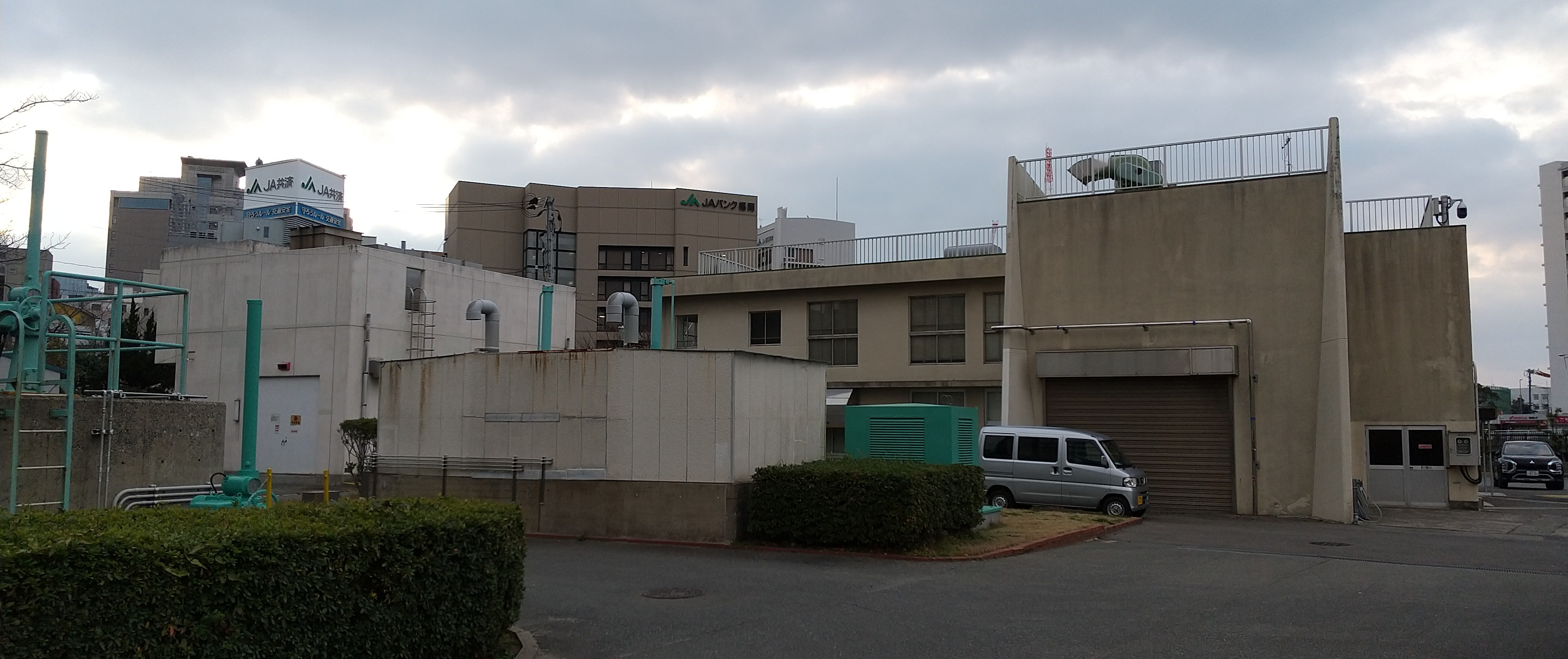
築地町ポンプ場
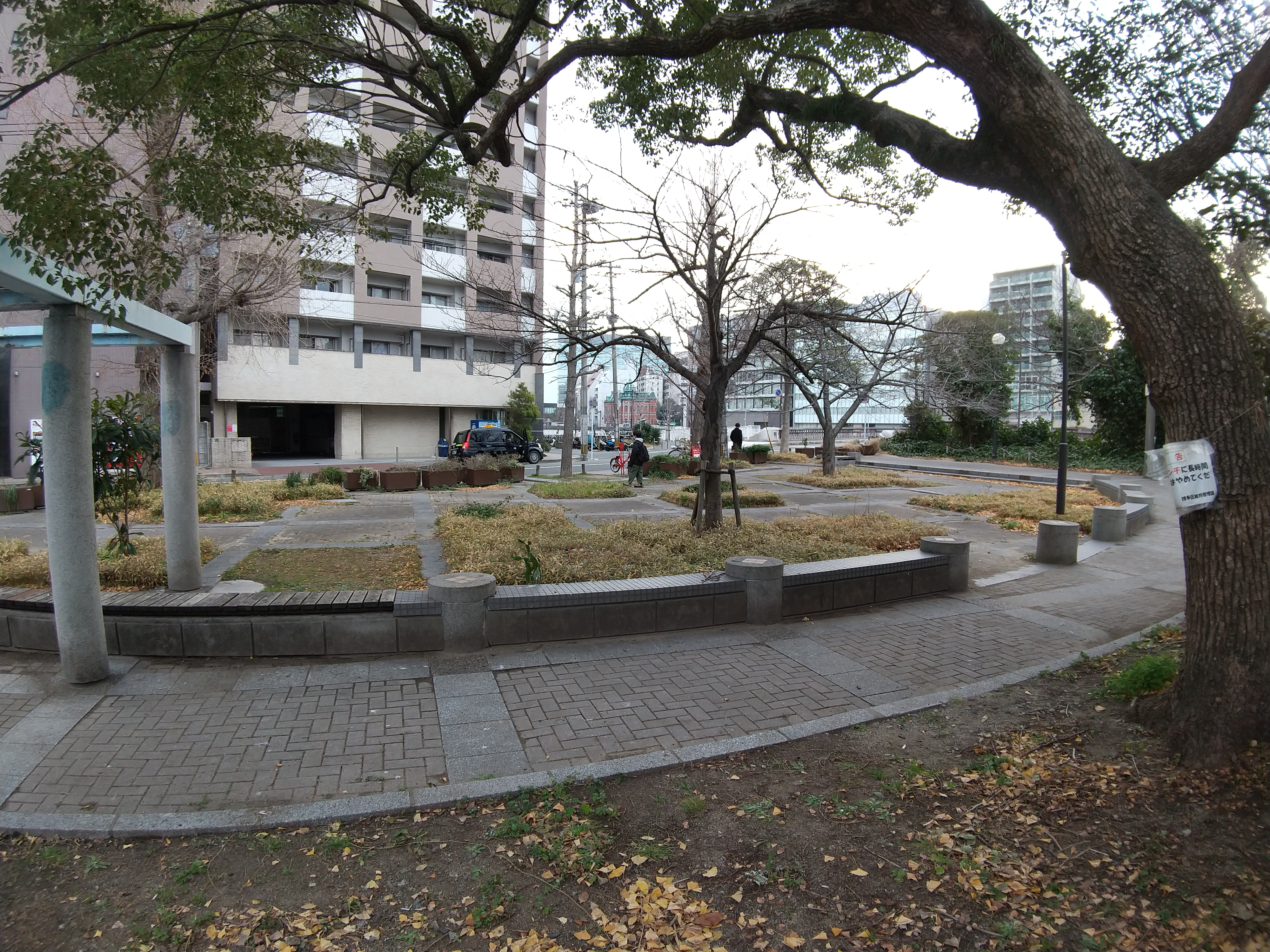
中島公園

### 業務施設
- 損害保険ジャパン福岡支社
- 角川マガジンズ九州オフィス
- グッデイ本社

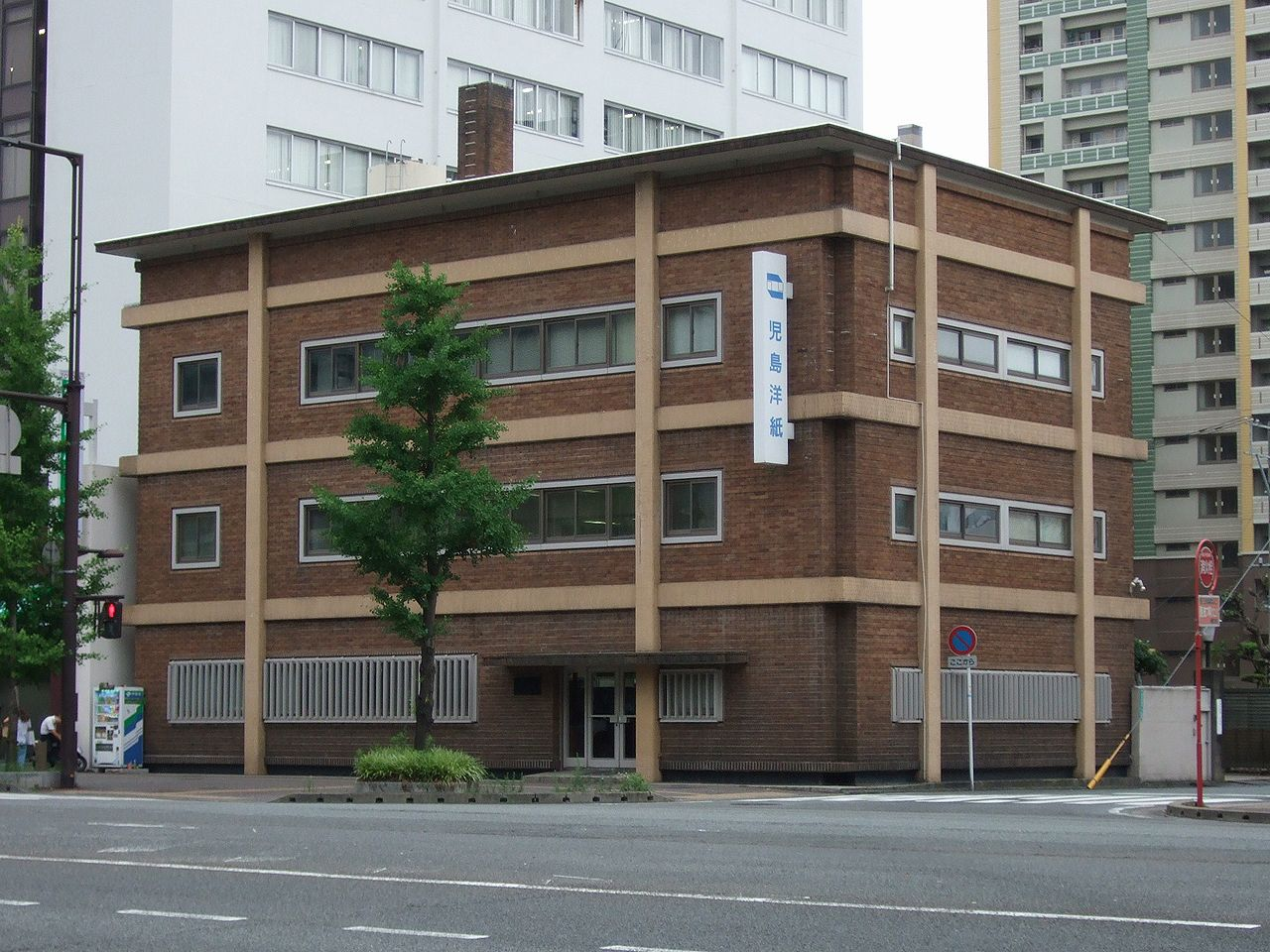
児島洋紙本社

- 児島洋紙本社

### 教育施設
町内に教育施設はなく、福岡市立博多小学校及び福岡市立博多中学校の校区となっている。

## 名所・旧跡
- 七代目市川團十郎博多來援之碑[注釈 5]

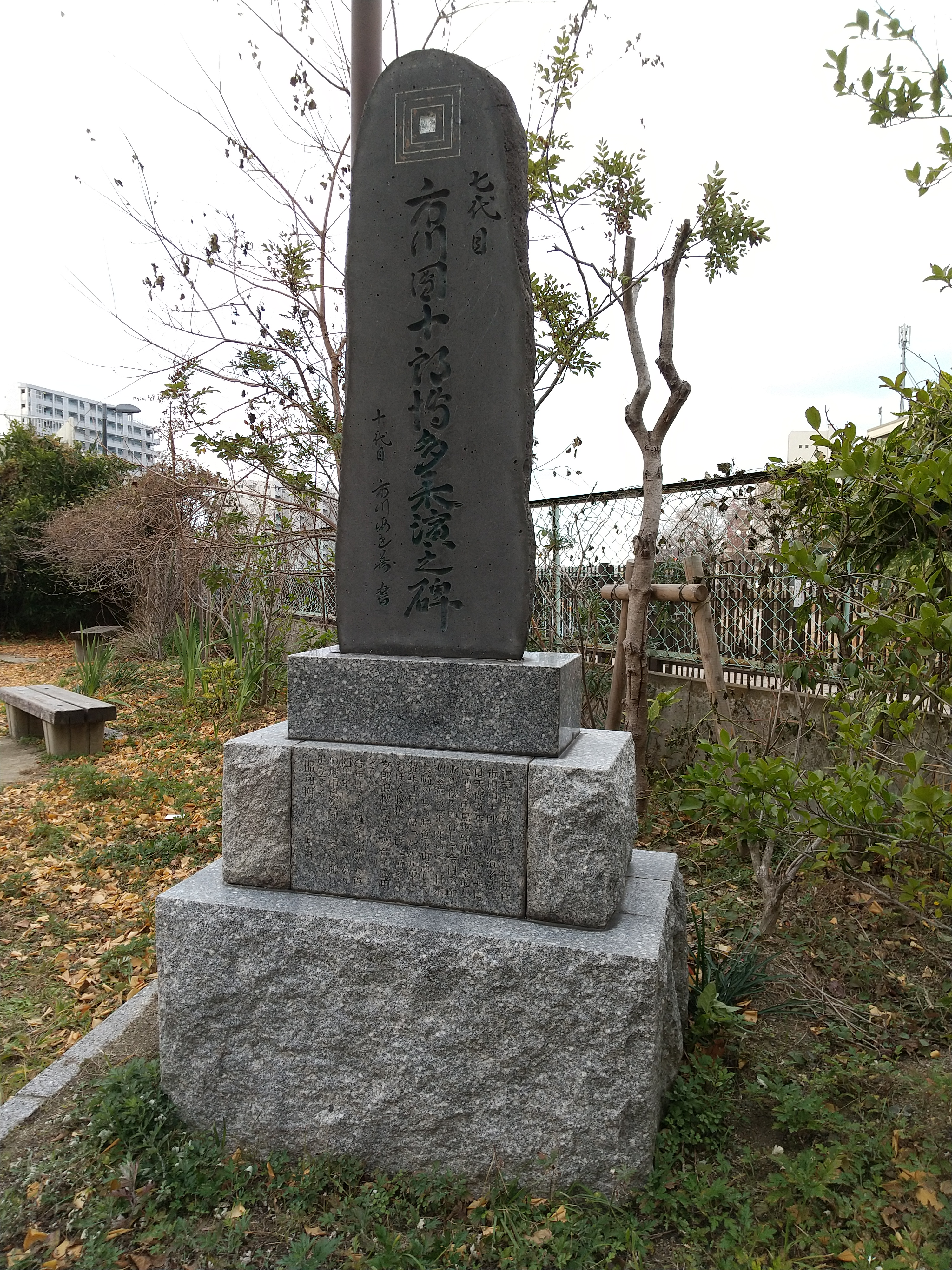
七代目市川團十郎博多來援之碑

## 交通

### 道路
- 昭和通り
- 那珂川通り
- 博多川通り

### 鉄道
町内に鉄道駅はない。

### バス
- 西鉄バス
  - 中洲